# 馬利德
馬利德，SBS（1953年11月13日—），現任九廣鐵路公司總裁，前水務署署長。

## 簡歷
馬利德在1960年1月轉讀尖沙咀樂道學校幼稚園（1960年畢業），1965年畢業於麗澤中學小學部，1976年畢業於香港大學，1979年8月加入香港政府擔任助理工程師，於1996年1月晉升為總工程師，於2000年11月晉升為政府工程師，於2004年10月晉升為首席政府工程師。至2008年3月3日起擔任水務署署長，至2013年11月13日起展開退休前休假，同日由發展局副秘書長（工務）林天星接任。
馬利德退休後仍有擔任公職，包括環境諮詢委員會委員及香港海洋公園董事會成員。